# Laraine Day
La Raine Johnson, conocida como Laraine Day, (13 de octubre de 1920 - 10 de noviembre de 2007) fue una actriz cinematográfica y televisiva estadounidense.

## Carrera
Su verdadero nombre era La Raine Johnson, y nació en Roosevelt (Utah), en el seno de una próspera familia de fe mormona. Más adelante se mudó a California, donde empezó su carrera interpretativa actuando con la compañía Long Beach Players, graduándose en 1938 en la Polytechnic High School de Long Beach (California).
En 1937 Day había debutado en el cine con un pequeño papel en el film Stella Dallas. Poco más tarde conseguía primeros papeles en varios westerns de George O'Brien producidos por RKO Pictures, en los aparecía bajo el nombre de "Laraine Hays" y "Laraine Johnson". 
En 1939 fue contratada por MGM, haciéndose famosa, ya bajo el nombre de Laraine Day, por su papel de "Enfermera Mary Lamont" en una serie de siete películas del personaje "Dr. Kildare" en las cuales Lew Ayres interpretaba al personaje del título, siendo la primera de ellas Calling Dr. Kildare (1939).
Sus papeles para otros estudios fueron a menudo mucho más estimulantes que los proporcionados por MGM, siendo un ejemplo el destacado papel de reparto que hizo en el melodrama Hijo mío (1940). También trabajó en el film de Alfred Hitchcock Foreign Correspondent (1940), con Joel McCrea, y en la cinta de misterio psicológico The Locket (1946), con Robert Mitchum, Brian Aherne, y Gene Raymond. En 1941 fue votada la principal "estrella del mañana" de Hollywood. Day fue emparejada con primeras estrellas del cine, entre ellas Lana Turner, Cary Grant, y John Wayne, y presentó un show televisivo conocido por los títulos Daydreaming With Laraine y The Laraine Day Show (1951). 
Durante un tiempo en el cual interrumpió su carrera en el cine, debutó como actriz teatral actuando junto a Gregory Peck en la gira nacional de la obra Luz de gas. Otras actuaciones teatrales de Day tuvieron lugar en las producciones de Horizontes perdidos, The Women (versión de 1973), y The Time of the Cuckoo. En la década de 1940 hizo actuaciones como artista invitada en los programas radiofónicos Lux Radio Theatre y The Screen Guild Theater.

## Vida personal

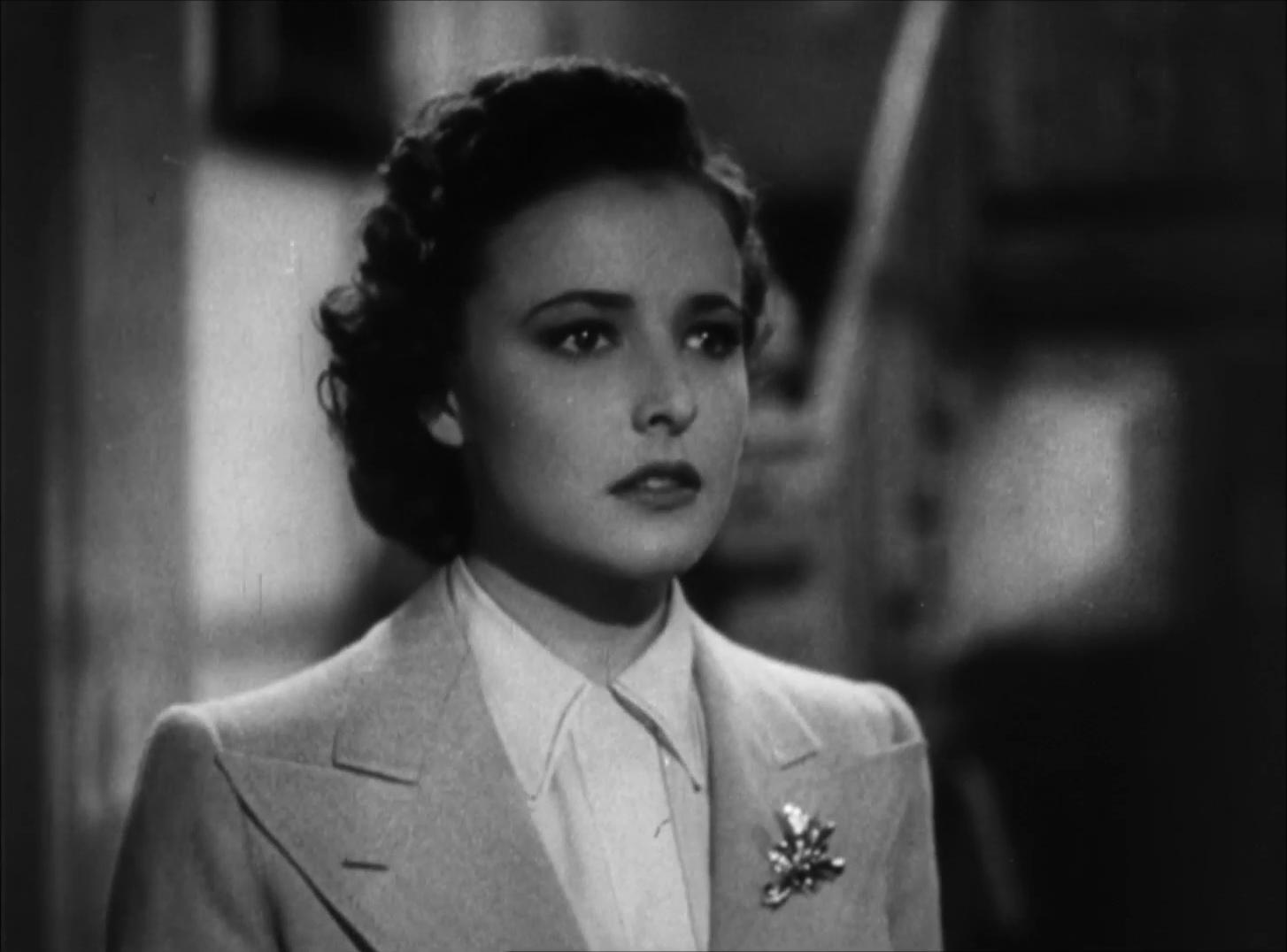
Escena de Foreign Correspondent (1940)

Day estuvo casada con Ray Hendricks desde 1942 a 1947, y después con el mánager de béisbol Leo Durocher desde 1947 a 1960, siendo llamada con frecuencia por ese motivo "La Primera Dama del Béisbol". Mientras Durocher dirigía el equipo New York Giants, ella escribió Day With the Giants.(1952). Ese mismo año escribió y publicó otro libro titulado The America We Love. Además, presentó “Day With the Giants,” un programa de entrevistas de 15 minutos de duración retransmitido antes de los partidos que los New York Giants jugaban en casa.
Poco después de divorciarse de Durocher, Day se casó en 1960 con el productor televisivo Michael Grilikhes. La pareja tuvo dos hijas, Dana (nacida en 1962) y Gigi (1964). Tras los nacimientos, Day raramente actuó en el cine, y únicamente de manera ocasional trabajó en televisión, usualmente haciendo papeles de matrona o similares. En esos años se dedicó a sus dos hijas y a colaborar con La Iglesia de Jesucristo de los Santos de los Últimos Días. Los días de mayor fama de Day coincidieron con los dedicados por ella a la iglesia mormona, fe que mantuvo hasta el momento de su muerte. A lo largo de su vida ella nunca juró, fumó o bebió alcohol, café o té, por sus creencias religiosas.
En 1961 ella actuó con el Coro del Tabernáculo Mormón en una producción del grupo, "Let Freedom Ring", un programa dedicado al espíritu de la Libertad Americana. Day se sintió muy honrada participando en el programa, y en el mismo también aparecían Howard Keel, Richard Boone, y Dan O'Herlihy. Su marido entonces, Michael Grilikhes, produjo y escribió el especial.
En la década de 1970 fue portavoz de la campaña Make America Better, y viajó por el país compartiendo sus puntos de vista sobre temas ambientales. En ese mismo período colaboró en la creación de un teatro en Los Ángeles para actores mormones, y ayudó al escritor Ray Bradbury a progresar en su carrera.

## Últimos años
Day había vuelto a su natal Utah en marzo de 2007, tras fallecer su tercer marido. Había vivido en California más de setenta años, pero falleció en Ivins (Utah) el 10 de noviembre de 2007, por causas naturales. Tenía 87 años de edad. Su cuerpo fue trasladado a California, celebrándose su funeral en el Cementerio Forest Lawn Memorial Park de Hollywood Hills, California. Fue enterrada junto a su marido Michael.
Por su contribución a la industria cinematográfica, a Laraine Day se le concedió una estrella en el Paseo de la Fama de Hollywood, en el 6676 de Hollywood Boulevard.

## Selección de su filmografía
- Sergeant Madden (1939)
- Calling Dr. Kildare (1939)
- Tarzan Finds a Son! (Tarzán y su hijo) (1939)
- The Secret of Dr. Kildare (1939)
- I Take This Woman (Esa mujer es mía) (1940)
- Hijo mío (1940)
- And One Was Beautiful (1940)
- Dr. Kildare's Strange Case (1940)
- Foreign Correspondent (Enviado especial) (1940), con Joel McCrea, dirigida por Alfred Hitchcock.
- Dr. Kildare Goes Home (1940)
- Dr. Kildare's Crisis (1940)

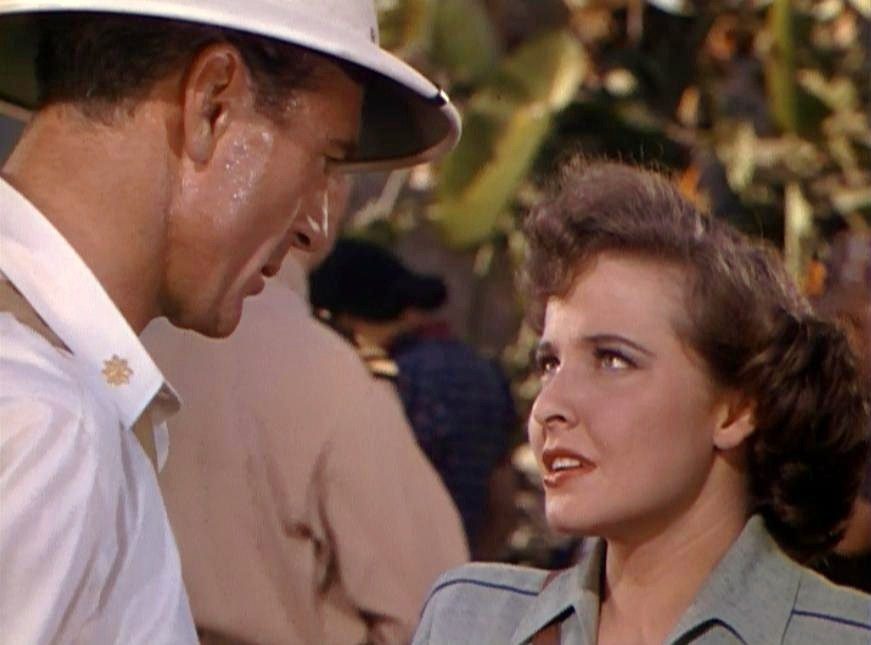
Gary Cooper y Laraine Day en un fotograma del reclamo de la película de 1944 The Story of Dr. Wassell, de Cecil B. DeMille.

- The Bad Man (1941), con Wallace Beery, Lionel Barrymore, y Ronald Reagan.
- The People vs. Dr. Kildare (1941)
- Dr. Kildare's Wedding Day (1941)
- Unholy Partners (1941), con Edward G. Robinson
- A Yank on the Burma Road (1942), con Barry Nelson.
- Fingers at the Window (1942), con Lew Ayres y Basil Rathbone.
- Journey for Margaret (1942), con Robert Young y Fay Bainter.
- Mr. Lucky (1943), con Cary Grant.
- The Story of Dr. Wassell (Por el valle de las sombras), (1944), con Gary Cooper.
- Bride by Mistake (1944), con Alan Marshal, Marsha Hunt, Allyn Joslyn, y Edgar Buchanan.
- Keep Your Powder Dry (1945), con Susan Peters y Lana Turner.
- Those Endearing Young Charms (Encantos de juventud) (1945), con Robert Young y Ann Harding.
- The Locket (La huella de un recuerdo) (1946), con Robert Mitchum.
- Tycoon (Hombres de presa) (1947), con John Wayne.
- I Married a Communist (1949), con Robert Ryan.
- My Dear Secretary (1949), con Kirk Douglas.
- Without Honor (1949), con Franchot Tone y Dane Clark.
- The Highn and the Mighty (1954), con John Wayne.

### Televisión
- Nash Airflight Theatre (1951)
- Daydreaming with Laraine (1951)
- G.E. True Theatre (1953)
- Willys Theatre Presenting Ben Hecht's Tales of the City (1953)
- Screen Directors Playhouse (1955)
- Celebrity Playhouse (1956)
- Lux Video Theatre (1951 to 1957, 7 episodios)
- The Ford Television Theatre (1952 a 1957, 7 episodios)
- Climax! (1957)
- Schlitz Playhouse (1957)
- The Loretta Young Show (1955 a 1957, 3 episodios)
- El Robinson suizo (1958, telefilme)
- Pursuit (1958)
- Rendezvous (1958)
- Playhouse 90 (1956 a 1959, 2 episodios)
- Checkmate (1961)
- Follow The Sun (1962)
- The New Breed (1962)
- The Alfred Hitchcock Hour (1963)
- Burke's Law (1963)
- Wagon Train (1963)
- The Name of the Game (1968)
- The F.B.I. (1969)
- Sexto sentido (1972)
- Centro médico (1973)
- The Love Boat (1978, 2 episodios)
- Lou Grant (1979)
- Airwolf (1985)
- Hotel (1985)
- Murder, She Wrote (1986, 2 episodios)